# Barneveld Centrum
Barneveld Centrum (ned: Station Barneveld Centrum, do 31 maja 1981 Barneveld Dorp) – stacja kolejowa w Barneveld, w prowincji Geldria, w Holandii. Stacja znajduje się na linii Nijkerk – Ede-Wageningen.
Stary budynek stacji Barneveld był stacją NCS, specjalnie otwartą na Kippenlijn. Był większy niż budynki stacji w Lunteren i Ede Centrum. Na stacji znajdowała się lokomotywownia i duży dziedziniec kolejowy.
Obszar stacji w latach 1974-1978 zmienił się diametralnie. Budynek dworca został rozebrany w 1978 roku i zastąpiona przez niewielki budynek przystanku kolejowego. 

## Linie kolejowe
- Nijkerk – Ede-Wageningen